# Muricopsis annobonensis
Muricopsis annobonensis es una especie de molusco gasterópodo de la familia Muricidae en el orden de los Neogastropoda.

## Distribución geográfica
Es endémica de Annobón (Guinea Ecuatorial).